# Grace Darling
Grace Darling (20 de novembro de 1893 - 7 de outubro de 1963) foi uma atriz de cinema estadunidense da era do cinema mudo, que atuou em 27 filmes entre 1913 e 1921.

## Biografia
Seu primeiro filme foi o curta-metragem Knights and Ladies, em 1913, pela Crystal Film Company, ao lado de Pearl White. Após alguns curtas pela Crystal, atuou no seriado em 15 capítulos Beatrice Fairfax, em 1916. Seu último filme foi Everyman's Price, em 1921, pela Burton King Productions.
Foi casada com o ator Patrick Rooney (1889–1933).

## Filmografia parcial
- Knights and Ladies (1913)
- Beatrice Fairfax (1916)[1]
- False Gods (1919)
- The Common Sin (1920)
- The Discarded Woman (1920)
- Everyman's Price (1921)